# FedEx Forum
Het FedEx Forum is een indoor-sportstadion gelegen in Memphis. Vaste bespelers zijn de Memphis Grizzlies. Het stadion is vernoemd naar het koeriersbedrijf FedEx, het bedrijf betaalde $92 miljoen voor de naamrechten. 